# Strophedra
Strophedra is een geslacht van vlinders van de familie bladrollers (Tortricidae).

## Soorten
- S. nitidana - Zwarte eikenbladroller (Fabricius, 1794)
- S. weirana - Beukenbladroller (Douglas, 1850)